# Кёко Энами
Кёко Энами (яп. 江波杏子; род. 15 октября 1942 года, Токио) — японская актриса.
Дочь японской актрисы Кадзуко Энами. Была обнаружена агентами компании Daiei в 1959 году и сразу же получила предложение подписать контракт с компанией. После начала кинокарьеры у Кёко очень быстро сформировалось амплуа красивой, но в то же время холодной женщины, которое в скором времени и стало активно использоваться в серии фильмов о женщине-гангстере, где Кёко сыграла главную роль. В 1973 году Кёко получила премию журнала Кинэма Дзюмпо за лучшую женскую роль в фильме «Народный напев Цугару». За пределами Японии она более известна по главной роли в фильме «Гамера против Баругона».
Кёко Энами скончалась от хронической обструктивной болезни лёгких в 2018 году.